# Holcolemma
Holcolemma Stapf& C.E.Hubb. é um género botânico pertencente à família Poaceae.